# Port lotniczy Hasvik
Port lotniczy Hasvik – krajowy port lotniczy położony w Hasvik. Jest jednym z największych portów lotniczych w północnej Norwegii.

## Linie lotnicze i połączenia
| Linia lotnicza | Kierunek                |
| -------------- | ----------------------- |
| Widerøe        | 1. Hammerfest 2. Tromsø |